# 香川県道178号山崎御厩線
香川県道178号山崎御厩線（かがわけんどう178ごう やまさきみまやせん）は、香川県高松市を通る一般県道である。

## 概要
中間橋西交差点 - 檀紙南交差点間は高松自動車道高松西ICへのアクセス道路として片側2車線で整備され、同区間は現在高松自動車道との2層構造となっている。路線名に現在は通っていない「御厩」が入っているが、これはもともとのルートが中間交差点で直進して国道11号交点の御厩交差点で終点となっていたものの、前述の新線の建設で県道指定を取り消されたためである。また、最末端部の檀紙南交差点 - 檀紙交差点間は初め香川県道176号檀紙鶴市線として開通し、新線建設の際に指定変更された。

### 路線データ
- 起点：香川県高松市西山崎町（香川県道44号円座香南線上、香川県道282号高松琴平線交点）
- 終点：香川県高松市檀紙町（檀紙交差点、国道11号交点、香川県道176号檀紙鶴市線起点）
- 総延長：3.222 km

## 路線状況

### 都市計画道路指定
- 高松市
  - 郷東岡本線　檀紙交差点 - 中間橋西交差点、山崎八幡神社前交差点 - 西山崎交差点

### 重複区間
- 香川県道44号円座香南線バイパス（高松市西山崎町）
- 香川県道12号三木国分寺線（高松市中間町）

## 地理

### 通過する自治体
- 香川県
  - 高松市

### 交差する道路
| 交差する道路                                                            | 交差する場所 | 交差する場所       |
| ----------------------------------------------------------------------- | ------------ | ------------------ |
| 香川県道44号円座香南線 / バイパス 重複区間起点 香川県道282号高松琴平線  | 西山崎町     |                    |
| 国道32号                                                                | 西山崎町     |                    |
| 香川県道44号円座香南線 / バイパス 重複区間終点                          | 西山崎町     |                    |
| 香川県道12号三木国分寺線 重複区間起点                                   | 中間町       |                    |
| E11 高松自動車道                                                        | 中間町       | 1 高松西IC         |
| 香川県道12号三木国分寺線 重複区間終点 香川県道44号円座香南線 / バイパス | 中間町       | 高松市中間町交差点 |
| 香川県道177号円座香西線                                                 | 檀紙町       | 東交差点           |
| 香川県道171号国分寺太田上町線                                           | 檀紙町       | 高松市檀紙町交差点 |
| 国道11号 香川県道176号檀紙鶴市線                                        | 檀紙町       | 檀紙交差点 / 終点  |

### 沿線
- 高松市立檀紙小学校